# Ixanthus viscosus
Ixanthus viscosus es la única especie del género monotípico Ixanthus perteneciente a la familia Gentianaceae, es originaria de  las Islas Canarias.

## Descripción
Es una planta herbácea  perenne que alcanza hasta 1 m de altura, con las hojas opuestas, ovado-lanceoladas y muy pegajosas. Las flores son  de color amarillo, dispuestas en inflorescencias terminales ramificadas y bracteosas. 

## Taxonomía
Ixanthus viscosus fue descrita por (Aiton) Griseb. y publicado en Genera et Species Gentianearum adjectis observationibus quibusdam phytogeographicis 129. 1839[1838].
Etimología
Ixanthus: nombre genérico que podría derivar del griego ixein, que significa pegajoso y anthos, que significa flor.
viscosus: epíteto latino que significa pegajoso, aludiendo a esta característica de la planta.
Sinonimia
- Gentiana viscosa Aiton basónimo[1][2]

## Nombre común
Se conoce como "reina del monte".